# Kleinbahn Marienburg (Han)–Hildesia
| Streckenlänge: | 7,5 km               |                                           |                                           |
| Spurweite: | 1435 mm (Normalspur) |                                           |                                           |
| Maximale Neigung: | 10 ‰                 |                                           |                                           |
| Minimaler Radius: | 300 m                |                                           |                                           |
| Streckengeschwindigkeit: | 25 km/h              |                                           |                                           |
| |                      |                                           |                                           |
| \| \| \| von Hildesheim \| \| \| \| 0,00 \| Ausziehgleise Bahnhof Marienburg (Han) \| 83,8 m \| \| \| \| Gleisverbindung 1937–2003 \| \| \| \| < \| Beginn Neutrassierung 1937 \| Beginn Neutrassierung 1937 \| \| \| \| Beuster \| \| \| \| \| Gleisverbindung 1899–1931 \| \| \| \| 0,80 \| Hp Marienburg (Han) Klb und Staatsbahnhof \| Hp Marienburg (Han) Klb und Staatsbahnhof \| \| \| \| nach Goslar \| \| \| \| \| Beuster \| \| \| \| > \| Ende Neutrassierung 1937 \| Ende Neutrassierung 1937 \| \| \| 2,03 \| Hst Söhre \| 97 m \| \| \| 3,99 \| Anschlussgleis zum Bosch-Werk (ab 1944) \| Anschlussgleis zum Bosch-Werk (ab 1944) \| \| \| 5,59 \| Hst Diekholzen \| 127 m \| \| \| \| L 485 \| \| \| \| 6,72 \| Hp Hildesia \| 144 m \| \| \| 7,45 \| Bf Hildesia \| Bf Hildesia \| \| \| \| \| \| \| \| \| Anschlussgleise zur Muna (ab 1937) \| \| \| \| \| Streckenende \| \| |                      |                                           |                                           |
| Strecke |                      | von Hildesheim                            | von Hildesheim                            |
| Strecke | 0,00                 | Ausziehgleise Bahnhof Marienburg (Han)    | 83,8 m                                    |
| Abzweig geradeaus und von links (Strecke außer Betrieb) · Abzweig geradeaus und ehemals nach rechts |                      | Gleisverbindung 1937–2003                 | Gleisverbindung 1937–2003                 |
| Strecke von links (außer Betrieb) · Abzweig geradeaus und nach rechts (Strecke außer Betrieb) · Strecke | <                    | Beginn Neutrassierung 1937                | Beginn Neutrassierung 1937                |
| Strecke (außer Betrieb) · Brücke über Wasserlauf (Strecke außer Betrieb) · Brücke über Wasserlauf |                      | Beuster                                   | Beuster                                   |
| Strecke (außer Betrieb) · Abzweig geradeaus und nach links (Strecke außer Betrieb) · Abzweig geradeaus und ehemals von rechts |                      | Gleisverbindung 1899–1931                 | Gleisverbindung 1899–1931                 |
| Strecke (außer Betrieb) · Haltepunkt / Haltestelle (Strecke außer Betrieb) · ehemaliger Bahnhof | 0,80                 | Hp Marienburg (Han) Klb und Staatsbahnhof | Hp Marienburg (Han) Klb und Staatsbahnhof |
| Strecke (außer Betrieb) · Strecke (außer Betrieb) · Strecke nach links |                      | nach Goslar                               | nach Goslar                               |
| Strecke (außer Betrieb) · Brücke über Wasserlauf (Strecke außer Betrieb) |                      | Beuster                                   | Beuster                                   |
| Strecke nach links (außer Betrieb) · Abzweig geradeaus und von rechts (Strecke außer Betrieb) | >                    | Ende Neutrassierung 1937                  | Ende Neutrassierung 1937                  |
| Bahnhof (Strecke außer Betrieb) | 2,03                 | Hst Söhre                                 | 97 m                                      |
| Abzweig geradeaus und nach rechts (Strecke außer Betrieb) | 3,99                 | Anschlussgleis zum Bosch-Werk (ab 1944)   | Anschlussgleis zum Bosch-Werk (ab 1944)   |
| Bahnhof (Strecke außer Betrieb) | 5,59                 | Hst Diekholzen                            | 127 m                                     |
| Brücke (Strecke außer Betrieb) |                      | L 485                                     | L 485                                     |
| Haltepunkt / Haltestelle (Strecke außer Betrieb) | 6,72                 | Hp Hildesia                               | 144 m                                     |
| Betriebs-/Güterbahnhof Streckenanfang (Strecke außer Betrieb) · Strecke (außer Betrieb) | 7,45                 | Bf Hildesia                               | Bf Hildesia                               |
| Strecke nach links (außer Betrieb) · Abzweig geradeaus und von rechts (Strecke außer Betrieb) |                      |                                           |                                           |
| Strecke von links (außer Betrieb) · Abzweig geradeaus und nach rechts (Strecke außer Betrieb) |                      | Anschlussgleise zur Muna (ab 1937)        | Anschlussgleise zur Muna (ab 1937)        |
| Strecke (außer Betrieb) |                      | Streckenende                              | Streckenende                              |

Die Kleinbahn Marienburg (Han)–Hildesia war eine etwa 7,5 Kilometer lange, eingleisige, nicht elektrifizierte Bahnstrecke im nördlichen Harzvorland. Sie wurde ursprünglich zur Anbindung der Kalischächte im Beustertal gebaut, später übernahm die Strecke auch andere Aufgaben. Im Jahr 2004 wurden sämtliche Gleise der Bahnstrecke abgebaut.

## Geschichte

### Anbindung der Kalischächte
Zur Anbindung der „Kalischächte im Beustertale“ plante die Gewerkschaft Hildesia Ende des 19. Jahrhunderts eine normalspurige Anschlussbahn. Dabei wurden verschiedene Varianten untersucht, so sollte die Strecke ursprünglich von Nordstemmen über Heyersum und den geplanten Schacht Mathildenhall nach Hildesia verlaufen. Diese sehr steigungsreiche Trassenplanung wurde später jedoch verworfen und ab 1897 eine Bahnverbindung Marienburg–Diekholzen–Emmerke geplant. Bereits im Dezember 1898 war die Strecke nahezu fertiggestellt. Ab dem 20. September 1899 verkehrten die ersten Güterzüge, deren Höchstgeschwindigkeit 20 km/h nicht überschreiten durfte. Dabei hatte sich der Bahnbau allerdings nur auf den Abschnitt Marienburg–Diekholzen–Hildesia beschränkt, das Teilstück von Diekholzen nach Emmerke sollte später folgen. Erst im Jahre 1912 wurde dieser Plan verworfen. Bis dahin war immer von der „Vollspurigen Eisenbahn Emmerke–Marienburg“ die Rede gewesen. Das Streckenstück hätte die Haltestelle Diekholzen in nordöstlicher Richtung verlassen, so dass in Diekholzen ein Richtungswechsel nötig gewesen wäre. Dann wäre die Strecke über die Haltestellen Marienrode und Sorsum nach Emmerke verlaufen.

### Personenverkehr
Ab 1906 wurden Stimmen der anliegenden Gemeinden laut, die einen Personenverkehr forderten. Der Bahnhof Marienburg (Han) an der Staatsbahnstrecke wurde daraufhin für Reisezughalte hergerichtet. An der Kleinbahn wurden Haltestellen angelegt. Ab dem 15. Juli 1912 fuhren Reisezüge (mit inzwischen 25 statt bisher 20 km/h) vom Kleinbahnsteig in Marienburg nach Diekholzen. Das Reststück von Diekholzen zum Schacht Hildesia blieb jedoch zunächst dem Werkspersonenverkehr vorbehalten. Erst ab dem 14. Mai 1916 wurde auch auf diesem Abschnitt der öffentliche Personenverkehr aufgenommen. Die Fahrgäste auf der Strecke waren hauptsächlich Ausflügler und Schüler. An Sonntagen soll der Andrang derart groß gewesen sein, dass die Kleinbahn ihre Personenzüge mit zusätzlichen Waggons verlängern musste.

### Grubenbahn
Gleichzeitig mit der Eröffnung des Personenverkehrs wurde im Jahr 1912 außerdem eine schmalspurige Grubenbahn eröffnet. Die elektrifizierte Bahn mit einer Spurweite von 600 mm begann am Schacht Hildesia neben den Kleinbahnanlagen und führte hinauf bis zum Schacht Mathildenhall, welcher sich im Bau befand. Ab 1915 fand auf dieser Bahn sogar ein Personenverkehr für die Arbeiter statt, wofür ein vierachsiger Personenwagen zur Verfügung stand. Es kamen zwei E-Loks mit jeweils zwei 25-PS-Fahrmotoren zum Einsatz, die Fahrdrahtspannung betrug 230 V Gleichstrom, der Abstand zwischen der Schienenoberkante und der Fahrleitung fünf Meter. Auf der Bahn wurden hauptsächlich Baumaterialien und Maschinen für den im Bau befindlichen Schacht Mathildenhall transportiert. Direkt vor der Schachtanlage lag eine Spitzkehre. Im Jahr 1917 wurde auf dem Barfelder Stieg im Hildesheimer Wald ein Anschlussgleis für den Holztransport verlegt. 1934 wurde die gesamte Grubenbahn stillgelegt und anschließend abgebaut.

### Regionalbus
Ende der 1920er Jahre hatte die Kleinbahn mit erheblichen Umsatzeinbrüchen im Personen- wie auch im Güterverkehr zu kämpfen. Es verkehrten nur noch zwei tägliche Zugpaare im Personenverkehr. Wagenladungen im Güterverkehr wie zum Beispiel Holz blieben komplett aus. Auch die Förderung in den Schächten war zum Erliegen gekommen. Daher wurde der Betrieb auf der Kleinbahn zum 31. März 1931 eingestellt. Die Bedienung der Ortschaften übernahm der Autobus. Die Kleinbahnstrecke wie auch die Schachtanlagen befanden sich für die folgenden Jahre in völliger Betriebsruhe.

### Anschlussgleise zur Munitionsanstalt und zum Bosch-Werk im Hildesheimer Wald
Als im Jahre 1937 im Zuge der Aufrüstung der Wehrmacht eine Munitionsanstalt im Bereich der früheren Schachtanlagen in Diekholzen geplant und eingerichtet wurde, reaktivierte man auch die alte Kleinbahnstrecke als Anschlussbahn. Zwischen Marienburg und Söhre wurde sie auf einem kurzen Stück verlegt, um zwei Brücken über die Beuster einsparen zu können. Vom Endpunkt in Hildesia aus entstand ein etwa drei Kilometer langes Gleisnetz zur Erschließung der Muna-Anlagen.
In den Jahren 1937 bis 1942 entstand im Hildesheimer Wald unter Führung von Bosch ein Rüstungsbetrieb mit dem Tarnnamen ELFI („Elektro- und Feinmechanische Industrie GmbH“; siehe auch: Neuhof - Geschichte), der Starter, Lichtmaschinen, Magnetzünder und Schwungkraftanlasser für große Lkw- und Panzermotoren herstellte. Von der Ende 1942 in „Trillke-Werke“ umbenannten Fabrik wurde von September 1943 bis Juni 1944 ein 2,4 km langes Anschlussgleis zur Kleinbahn gebaut. Das Gleis zweigte im Kilometer 3,986 von der Kleinbahn ab und führte teilweise durch bewaldetes Gelände zum Werk, das seit April 1952 als Bosch-Blaupunkt firmiert. Über die Strecke wurde von 1947 bis 1951/1952 auch Werkspersonenverkehr geführt, die Züge fuhren dabei  bis Hildesheim Hbf durch. Die Bedienung erfolgte durch die „Deutsche Reichsbahn im Vereinigten Wirtschaftsgebiet“ bzw. ab 1949 die Deutsche Bundesbahn. Nach dem Zweiten Weltkrieg wurde die Kaliförderung 1949 wieder aufgenommen, 1966 jedoch endgültig eingestellt. Danach gab es noch vereinzelte Sonderfahrten mit historischen Fahrzeugen. Anschließend verblieb das Teilstück zwischen der Abzweigung des Bosch-Gleises, welches weiterhin befahren wurde, und dem Werksgelände Hildesia für viele Jahre ungenutzt.

### Verfüllung und Stilllegung
Mitte der 1990er Jahre entschloss man sich, die immer noch als Reserveschächte vorgehaltenen Anlagen zur Sicherung zu verfüllen. Daher wurde die alte Kleinbahnstrecke 1997 wieder hergerichtet. Ab 1998 fuhren wöchentlich drei Züge mit für die Verfüllung benötigter Lauge nach Diekholzen. Die aus 20 Kesselwagen bestehenden und von einer Lok der Baureihe 294 gezogenen Züge wurden dabei aus Belastungsgründen in den Ausziehgleisen in Marienburg in zwei Teile zu je zehn Waggons geteilt. Die Verfüllung des Schachtes war im September 2003 abgeschlossen. Da man keinen Bedarf mehr für die Bahnstrecke sah und auch das Bosch-Werk im Hildesheimer Wald sein Anschlussgleis nur noch sporadisch nutzte, wurde die gesamte Strecke im September 2003 stillgelegt und anschließend abgebaut. Die Anschlussgleise zur früheren Muna auf dem Werksgelände waren bereits Mitte der 1990er-Jahre demontiert worden.

## Heutiger Zustand
Die Gleise sind komplett abgebaut. Während von dem Bosch-Gleis sogar Teile des Bahndammes eingeebnet wurden und heute verschwunden sind, ist der Damm der Kleinbahnstrecke nach Diekholzen noch komplett erhalten und bisher an keiner Stelle unterbrochen. Im Jahre 2011 wurde auf Teilabschnitten zwischen Söhre und der Ortschaft Diekholzen ein asphaltierter Bahntrassenradweg angelegt, der auch über die große Betonbrücke in Diekholzen führt. Kursierende Planungen, diese Brücke abzureißen, sind somit vom Tisch.
Das Stationsgebäude von Söhre wurde nach der Einstellung des Personenverkehrs in den Hildesheimer Wald umgesetzt und dient dort bis heute einem Club als Vereinsheim.